# Хусаинов, Юрий Минивалич
Юрий Минивалич Хусаинов (1 декабря 1929 — 19 декабря 1994, Минск, Беларусь) — советский государственный и партийный деятель.
Председатель Гомельского облисполкома (1974—1978). Первый секретарь Гомельского обкома КП Беларуси (1978—1982). Первый заместитель Председателя Совета министров Белорусской ССР (1982—1986). Председатель Государственного агропромышленного комитета Белорусской ССР (1986—1991). Кандидат экономических наук (1971).

## Биография

### Образование
В 19?? окончил Запорожский институт сельскохозяйственного машиностроения.
В 1971 в Белорусском государственном институте народного хозяйства имени В. В. Куйбышева защитил диссертацию на соискание учёной степени кандидата экономических наук. Тема диссертации: «Экономическая эффективность использования автомобилей в сельском хозяйстве в зависимости от сроков их службы (на примере совхозов Белорусской ССР)».

### Трудовая деятельность
С 1952 года — мастер, инженер-конструктор завода «Гомсельмаш».
С 1953 года — главный инженер МТС.
С 1957 года — главный инженер, зам. начальника Гомельского облгоссельуправления.
С 1960 года — второй секретарь Мозырского горкома партии.
С 1962 года — первый заместитель председателя Гомельского облисполкома.
С 1967 года — заместитель министра сельского хозяйства БССР.
С 1974 года — председатель Гомельского облисполкома.
В 1978—1982 годы — 1-й секретарь Гомельского обкома КП Беларуси.
В 1982—1986 годы — Первый заместитель Председателя Совета Министров БССР.
С 14 января 1986 года по 20 февраля 1991 года — председатель Государственного агропромышленного комитета Белорусской ССР.
С 1991 года — на пенсии.